# Knabenheim «Auf der Grube»
Koordinaten: 46° 55′ 15,5″ N, 7° 22′ 57,9″ O; CH1903: 595743 / 196654
Das Knabenheim «Auf der Grube», umgangssprachlich nur «Grube» oder berndeutsch «Gruebe» genannt, war von 1825 bis 2012 ein Kinderheim für Knaben in Niederwangen, in der Nähe der Schweizer Stadt Bern. Es war im 20. Jahrhundert ein Träger der inzwischen als Unrecht anerkannten «fürsorgerischen Zwangsmassnahmen», mit denen Schweizer Behörden armen oder sozial unangepassten Eltern die Kinder wegnahmen.
Nach Missbrauchsvorwürfen wurde der Heimbetrieb 2012 eingestellt. Seit 2013 besteht als Nachfolgeinstitution das Schulheim Ried in Niederwangen. 2020 geriet die «Grube» erneut in die Schlagzeilen, weil ein früherer Heimleiter ein Buch über die Heimgeschichte vernichten und in Bibliotheken sperren liess.

## Geschichte

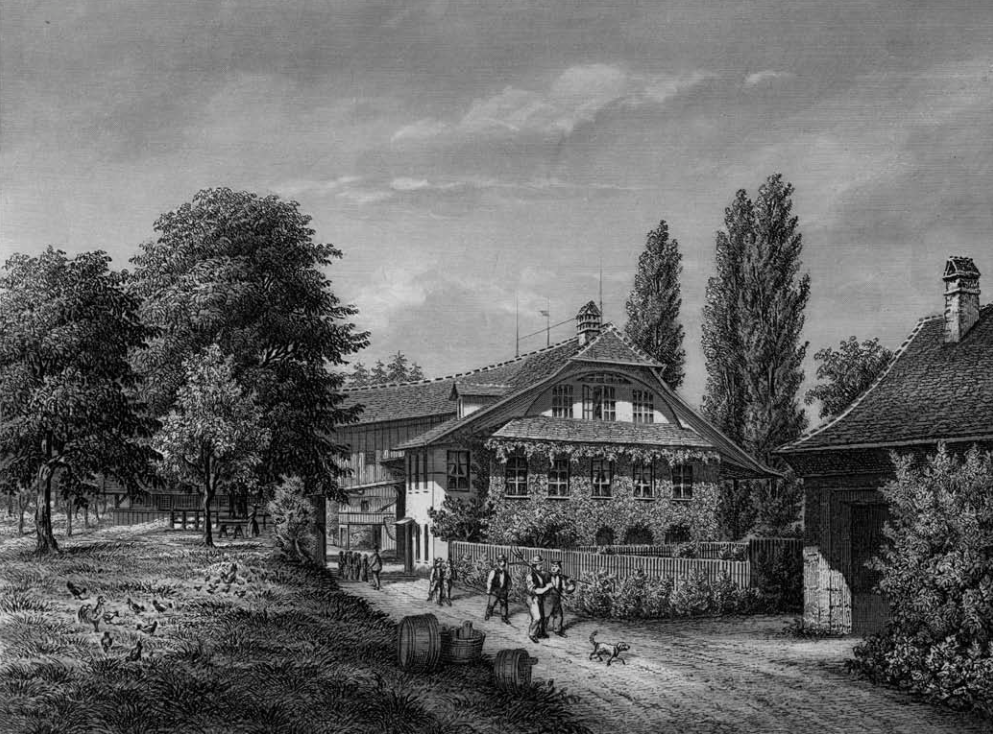
Knabenheim «Auf der Grube», 1869

### 19. Jahrhundert
1825 gründeten Angehörige der pietistischen Erweckungsbewegung, unter anderen Samuel Gottlieb Hünerwadel, die «Rettungsanstalt für arme verlassene Kinder und Waisen», um die Kinder mit Feldarbeit zu «gutmütigen Armen» zu erziehen. Die Gründung war eine der Massnahmen religiöser Kreise zur Bekämpfung des verbreiteten «Pauperismus».
Das Heim wurde anfangs auf einem Landgut in Oberbottigen betrieben und zog 1833, unter Leitung von Johannes Schlosser, auf das Landgut «Auf der Grube» zwischen Niederwangen und Köniz um. Die Akten aus dem 19. Jahrhundert zeugen von einer spärlichen oder notdürftigen Ausstattung des Heims, häufigen Wechseln der Heimleitung und wenig schulischer Ausbildung der Kinder. Diese mussten vor allem arbeiten, was im Heim als «ausgezeichnetes Verwahrungsmittel gegen leichtfertige Gedanken und sündliche Verirrungen» verstanden wurde.
In der 2. Hälfte des 19. Jahrhunderts strebte das Heim vor allem die wirtschaftliche Autarkie an, wurde aber von der Berner Oberschicht immer häufiger mit grosszügigen Spenden bedacht. 1882 gründete die Anstalt damit ein weiteres Heim im Hofgut Brünnen, das heute als Wohnschule Dentenberg weiter besteht.

### 20. Jahrhundert
Seit dem Inkrafttreten des Zivilgesetzbuches 1912 nahm die «Grube» nicht mehr nur arme Kinder und Waisen auf, sondern auch «verwahrloste» Knaben. Die neuen Vormundschaftsbehörden nahmen diese den Eltern weg, wenn sie die Kinder gefährdeten, aber auch, wenn die Familie nicht dem bürgerlichen Ideal entsprach.
Ab 1946 genügten die Selbstversorgung und Spenden zur Finanzierung der «Grube» nicht mehr, und das Heim wurde nunmehr auch durch die kantonalen Behörden finanziell unterstützt, aber kaum überwacht. 1947 beschrieb Ruth Flühmann in einer Diplomarbeit dilettantische Erziehungsmethoden: «Sozialpädagogische Qualität wird durch Finanzknappheit verunmöglicht und durch Gottvertrauen kompensiert.»
Die «Grube» war im Kanton Bern dennoch bekannt – die Band Stiller Has sang im Lied Käthi von den «Gruebebuebe», den Knaben von der Grube – und teils auch gefürchtet. «Wenn du nicht gut tust, musst du auf die Grube» hörten Berner Kinder oft. Auch die einweisenden Behörden schätzten die «Grube» als «streng und billig».
Die Erziehungsmethoden unterschieden sich je nach den wechselnden Heimvorstehern, die Fredi Lerch als «Pioniere und Pädagogen, Idealisten und Sadisten, Frömmler und Fürsten» beschreibt. Nach Pestalozzis in der Schweiz lange verbreitetem Modell wurde das Heim bis 2005 jeweils von einem Ehepaar als «Hauseltern» geführt. Prägend für die neuere Geschichte des Heims waren Paul und Lotti Bürgi-Gutknecht (Leiter von 1966 bis 2000), die das Heim autoritär führten, stolz darauf waren, sich dem Geist der 68er-Bewegung zu verweigern und etwa an Körperstrafen festhielten. Der gut vernetzte Bürgi präsentierte sein Heim gegenüber den Behörden und der Berner Bürgerschaft wirksam als Vorzeigeanstalt; an den Jubiläumsfesten waren Bundesräte, Regierungsräte und andere Prominente anwesend.
1990 strich das Bundesamt für Justiz die von der «Grube» bezogenen Bundessubventionen, weil nur 11 Prozent statt der erforderlichen zwei Drittel des Personals über eine sozialpädagogische oder therapeutische Ausbildung verfügten und zudem zu wenig Personal vorhanden war. Das Bundesgericht bestätigte diesen Entscheid auf Beschwerde hin. Heimleiter Bürgi hielt an seinem «konservativen» Konzept fest, das vom Personal Charakterstärke statt Ausbildung verlangte, und kompensierte den Einnahmenverlust durch das verstärkte Einholen von Spenden – 1997 rund eine halbe Million Franken.

### Missbrauchsvorwürfe und das Ende der «Grube»

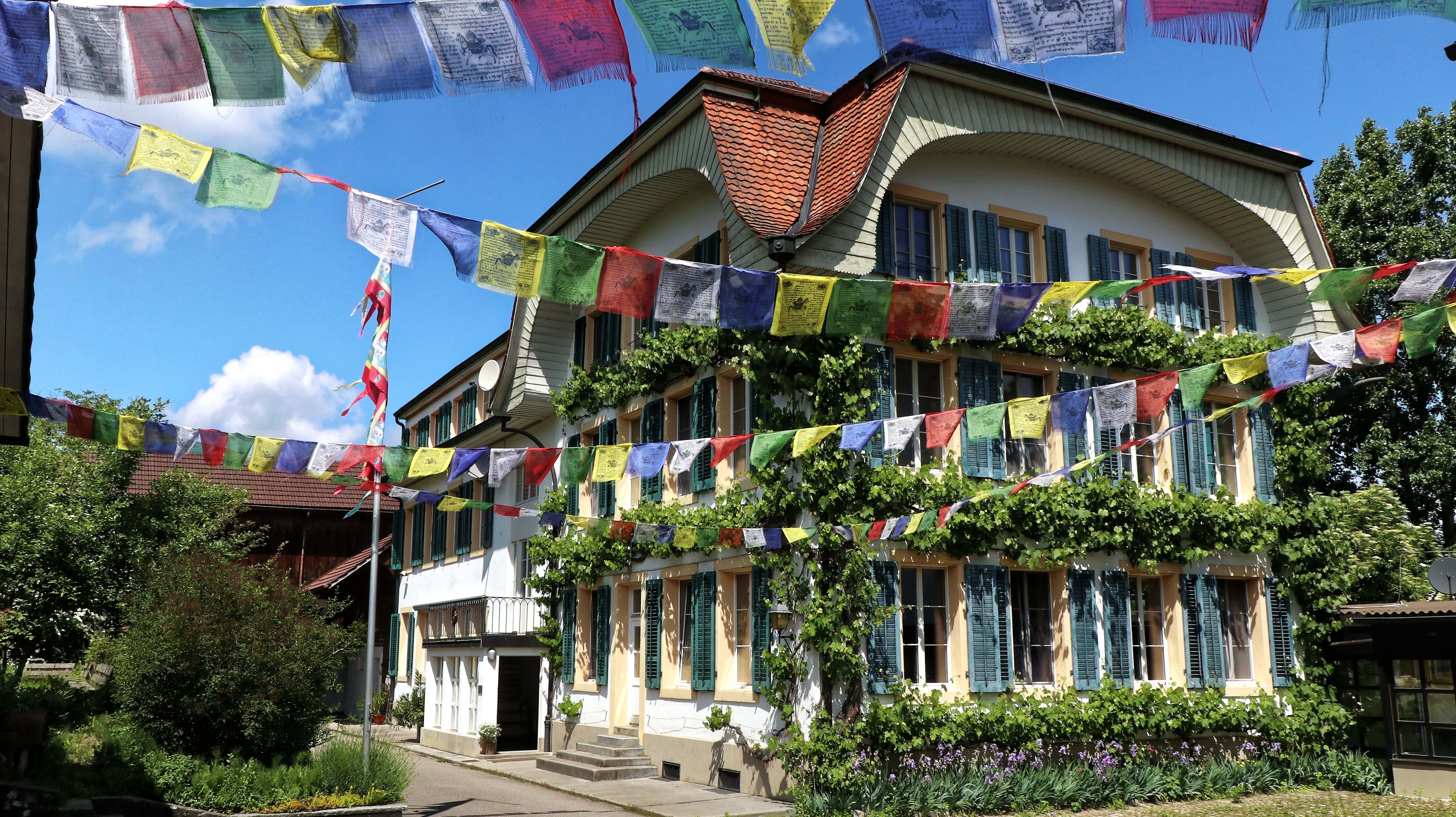
Das Landgut Ried als buddhistisches Zentrum seit 2016

Als Hans-Peter und Renate Hofer-Hagmann 2000 die Nachfolge der Bürgis antraten, gerieten sie rasch erneut in Konflikt mit den kantonalen Behörden, die nunmehr ebenfalls die Einhaltung professioneller pädagogischer Standards verlangten. 2002 brach auf der «Grube» ein Brand aus, und ein anonymes Bekennerschreiben bezichtigte die Heimleitung und das Personal, die Kinder sexuell und körperlich zu misshandeln. Nachdem rund ein Dutzend Personen ähnliche Vorwürfe erhoben hatten, beauftragten die kantonalen Behörden alt Obergerichtspräsidenten Ueli Hofer mit einer Untersuchung. Er entlastete die Eheleute Hofer-Hagmann, kam aber zum Schluss, dass unter Paul Bürgi Körperstrafen alltäglich waren und ein angsteinflössendes Klima des psychischen Drucks im Heim herrschte. Der Stiftungsrat habe sich nicht um das Wohl der Kinder, sondern um den Ruf der «Grube» gekümmert.
2003 wurde die Anstalt als Reaktion auf den entstandenen Imageverlust in «Schulheim Ried» umbenannt, blieb aber laut Lerch unverändert eine «kasernenartige Institution» unter der Herrschaft eines «Hausvaters». Nach fortgesetzten Konflikten zwischen Heimleitung, Stiftungsrat und Behörden wurden Stiftungsrat und Heimleitung 2005 vollständig erneuert, das «Heimelternmodell» aufgegeben und das Heim professionalisiert.
2011 beschloss der Stiftungsrat, den Heimbetrieb in der «Grube» wegen des abgelegenen Standorts und der belastenden Geschichte des Ortes einzustellen. Dazu schrieb der Stiftungsrat in der Heimgeschichte von 2013:

«Ob und in welcher Weise den Kindern und Jugendlichen Unrecht geschah, liess und lässt sich nicht (mehr) schlüssig beantworten. Ausschliessen kann und will es der Stiftungsrat nicht. Dieses Buch ist darum all jenen gewidmet, die auf der «Grube» und im Schulheim Ried nicht das erfuhren, was ihnen zustand: Schutz, Wertschätzung, Wohlwollen und physische und psychische Unversehrtheit. Der jetzige Stiftungsrat entschuldigt sich an dieser Stelle ausdrücklich für erlittenes und ertragenes Unrecht.»

Als Nachfolgeinstitution gründete der Stiftungsrat das Schulheim Ried in Niederwangen. Das Landgut «Auf der Grube», nunmehr «Landgut Ried» genannt, ist jetzt Sitz eines tibetisch-buddhistischen Zentrums.

## Streit um das Buch zur Heimgeschichte
2011 beauftragte der Stiftungsrat den Journalisten und Autor Fredi Lerch mit der Aufarbeitung der Heimgeschichte im Rahmen eines von der Stiftung zum Ende der «Grube» herausgegebenen Buches, das 2013 erschien. Der frühere Heimleiter Hans-Peter Hofer verklagte Lerch und die Stiftung wegen des Buches, das Hofer für rufschädigend hielt, weil es sein Wirken falsch darstelle. 2017 einigten sich die Beteiligten in einem Vergleich darauf, dass es keine Neuauflage geben darf und alle noch nicht verkauften Exemplare Hofer auszuhändigen seien; dieser vernichtete die Bücher. Lerch bedauerte später, dem Vergleich zugestimmt zu haben.
2020 bewirkte Hofer bei Berner Bibliotheken und der Nationalbibliothek unter Berufung auf den Vergleich zudem, dass die dort noch vorhandenen Exemplare der Öffentlichkeit nicht mehr zugänglich gemacht werden. Juristen und Historikerinnen beurteilten dies gegenüber dem «Bund» als falsch oder bedenklich. Willi Egloff vertrat im «Journal B» die Auffassung, dass Lerchs Darstellungen zu Hofers Wirken zuträfen. Das «Journal B» machte das Buch aus Protest gegen die «Bücherverbrennung» im Internet zugänglich. Die Bibliotheken machten den Entscheid zur Sperrung des Buches daraufhin rückgängig.
Im Oktober 2022 wurde das Buch in einer überarbeiteten Fassung neu aufgelegt. Es enthält zusätzliche Porträts von Männern, die auf der «Grube» Gewalt erfuhren.

### Medien
- Die Geschichte einer geraubten Kindheit. SRF, Zeitblende, 5. November 2022.